# تدقيق تكنولوجيا المعلومات
مراجعة تكنولوجيا المعلومات، أو تدقيق نظم المعلومات، هي دراسة لعناصر إدارة التحكم الموجودة ضمن البنية التحتية لتكنولوجيا المعلومات. تحدد تقييم الأدلة التي يتم الحصول عليها للقرار على قدرة نظم المعلومات في الحفاظ على الأصول، والحفاظ على سلامة البيانات، وهل تعمل بشكل فعال لتحقيق الأهداف أو أهداف المنظمة. قد تنفذ هذه الاستعراضات بالتزامن مع عملية مراجعة القوائم مالية، والمراجعة الداخلية للحسابات، أو شكل آخر من التصديق المشترك.
تدقيق تكنولوجيا المعلومات هي أيضا تعرف باسم «المعالجة الآلية للبيانات (ADP)» و«تدقيق الحاسوب». كانت سابقا تسمى «المعالجة الإلكترونية للبيانات (EDP)».